# Parti des travailleurs
De Parti des travailleurs (PT) is een Franse socialistische partij. De partij is gesticht door Pierre Boussel (gekend onder het pseudoniem Pierre Lambert) samen met enkele andere socialisten.
De kandidaat voor de presidentsverkiezingen voor 2007 was Gerard Schevardi, hij haalde maar 0,34% van de stemmen. In de Assemblée nationale is de partij niet vertegenwoordigd.
Samenstelling per 27 juli 2019 
 De deelnemende partijen met de meeste zetels worden genoemd, alleen de partijen met een enkele zetel binnen de fractie ontbreken.